# SOONY SEVEN
《SOONY SEVEN》(수니 세븐)은 2013년 8월 27일 푸른곰팡이를 통해 공개된 대한민국의 음악가 장필순의 일곱 번째 정규 음반이다.  

## 음악
사운드네트워크의 박준흠은 "전작보다 일렉트로닉 요소는 줄고 어쿠스틱한 색채는 강해졌다"라고 말했지만, 웨이브의 한명륜은 제주도로 떠나는 다른 음악가들이 추구하는 어쿠스틱 및 전원 지향적인 성질과는 다른 사운드를 지니고 있다고 표현하였다. 또한 박준흠은 총괄 프로듀서로 참여한 조동익과 관련된 측면에서, 음반을 《김광석 다시 부르기 2》, 안치환의 《안치환 4집》 등에 참여한 "조동익밴드" 세션의 부활로 바라보았다. 헤럴드경제의 정진영도 트렌디한 일렉트로닉 사운드가 조동익과 장필순 등이 몸담았던 "90년대 하나음악 특유의 서정"과 함께 담겨 있다고 묘사했다.
장필순은 인터뷰에서 들어갈 틈이 없는 음악보다는 "여백이 있는 음악"을 만들고 싶었다고 밝혔다. 정진영은 음반이 "내려놓음의 미학"을 보여준다고 표현했다. 또한 음반에 제주의 영향이 없을 수 없다고 밝혔으며, 다른 인터뷰에서는 제주도에서 느낀 것을 고향인 서울에 하고 싶은 이야기로 풀어냈다고 이야기했다. 이즘의 윤은지는 "제주도에서 빚어진 음악이라 해서 노래에 배인 정서를 꼭 제주도의 풍경으로 한정할 필요는 없다"고 언급하였다.

## 평가
| 전문가 평가 | 전문가 평가                 |
| 평가 점수   | 평가 점수                   |
| 출처        | 점수                        |
| ----------- | --------------------------- |
| 웨이브      | 6/10 (최민우) 8/10 (한명륜) |
| 이즘        | [ 4 ]                       |

이즘에서는 별 다섯 개 중 네 개로 음반을 평가했다. 윤은지는 음반에 깃든 힘을 음반 내에 내재된 "비움의 철학"이라고 얘기하며 "7집은 살아 있고 깨어 있으며 비움으로 한껏 충만하다"고 표현했다. 음악취향Y의 정병욱은 《Soony 6》 이후에 받은 비교와 기대에 대하여 "담담하게 그리고 충분하게 자신의 가치를 증명해냈다"며 "시대성마저도 초월"했다고 극찬하였다. 한명륜은 "밴드 세트, 전기 출력 악기가 발휘할 수 있는 상상력, 그 공간을 확장하려는 의지가 느껴진다"며 10점 만점에 8점으로 호평했다. 반면 함께 평론한 최민우는 6점을 매기며 "반가움과는 별개로 이 음반이 장필순 최고의 작품 중 하나"가 되지는 않을 것이라고 이야기하며, 극적인 편곡, 갑작스러운 구성, 창법 전환 및 랩 등을 문제삼았다.
한국예술종합학교의 이동연 교수는 같은 해에 발매된 조용필 《Hello》보다도 음악적 완성도가 높다며 "올해 나온 한국 가수의 음반 중에 단연 최고"라고 극찬하였다. 김성대 평론가는 "들으려 한 사람들이 무엇을 기대했든 11년 만의 장필순은 건재했고 또 완벽했다"고 긍정적인 반응을 보였다. 미디어오늘의 서정민갑은 《SOONY SEVEN》이 관습적인 평가를 거부하는 음반이라고 이야기하며, "작가주의의 피안이자 예술지상주의자들이 끝끝내 거둔 승리"라고 찬사를 보내는 동시에 전작의 상업적 실패를 들며 "극소수의 추앙과 다수의 외면"이 현실이라고 바라보았다. 대한민국 최초의 가사 비평 서적으로 불리는 《이 한 줄의 가사》에서 저자 이주엽은 "노래의 소재는 오래된 것들이지만, 그것을 풀어내는 감각은 현재적"이라며 이는 조동익의 공이라고 평했다.
《SOONY SEVEN》은 여러 매체의 연말 결산 목록에 이름을 올렸다. 네이버 뮤직과 음악취향 Y에서 발표한 2013년 음반 순위에서는 모두 선우정아의 《It's Okay, Dear》를 잇는 2위로 선정되었다. 사운드네트워크에서는 7위로 선정하였다. 텐아시아에서는 "요주의 10음반"이라는 이름으로 소개한 240장의 음반 중 《SOONY SEVEN》을 포함해 30장을 재선정하였다. 헤럴드경제와 이즘에서도 순위 없이 선정한 "2013년 올해의 엘범" 11장과 10장 중의 하나로 이름을 올렸으며, 서정민갑도 올해의 음반 중 하나로 언급하였다.

## 트랙 리스트
전체 편곡: 조동익
| #            | 제목                               | 작사          | 작곡         | 재생 시간 |
| ------------ | ---------------------------------- | ------------- | ------------ | --------- |
| 1.           | 〈눈부신 세상〉                    | 조동진        | 조동진       | 4:47      |
| 2.           | 〈무중력〉                         | 장필순 조동익 | 박용준       | 4:11      |
| 3.           | 〈너에게 하고 싶은 얘기〉          | 장필순        | 장필순       | 5:44      |
| 4.           | 〈그리고 그가슴 텅 비울수 있기를〉 | 조동익 장필순 | 조동익       | 4:50      |
| 5.           | 〈맴맴〉                           | 이규호        | 이규호       | 4:40      |
| 6.           | 〈1동 303호〉                      | 조동익        | 조동익       | 7:01      |
| 7.           | 〈휘어진 길〉                      | 장필순        | 장필순       | 6:13      |
| 8.           | 〈빛바랜 시간 거슬러〉             | 이규호        | 이규호       | 4:00      |
| 9.           | 〈난 항상 혼자 있어요〉            | 고찬용        | 고찬용       | 4:30      |
| 총 재생 시간 | 총 재생 시간                       | 총 재생 시간  | 총 재생 시간 | 45:56     |

## 참여진
크레딧은 2021년 재발매된 LP의 라이너 노트에서 발췌했다.
- 장필순 – 보컬, 작사 (트랙 2–4, 6), 작곡 (트랙 3, 6), 코러스
- 조동익 – 작사 (트랙 2, 4, 6), 작곡 (트랙 4, 6), 프로듀싱, 프로그래밍, 편곡, 베이스, 키보드
- 조민구 – 랩 (트랙 7), 코러스 (트랙 3)
- 신석철 – 드럼
- 함춘호 – 통기타, 전기 기타, 만돌린
- 박용준 – 피아노, 키보드, 코러스 (트랙 3, 6), 프로듀싱 (트랙 5, 9)
- 김동하 – 트럼펫, 플루겔호른
- 이규호 – 작사·작곡 (트랙 5, 8), 코러스 (트랙 3, 5, 7)
- 고찬용 – 작사·작곡 (트랙 9)

## 참고 자료
- 차형석 (2013년 9월 25일). “당신이 들어올 틈이 있는 음악”. 《시사IN》. 2023년 3월 11일에 원본 문서에서 보존된 문서. 2023년 3월 11일에 확인함.
- 정병욱 (2013년 12월 28일). “장필순 『Soony Seven』”. 《음악취향Y》. 2023년 3월 11일에 원본 문서에서 보존된 문서. 2023년 3월 11일에 확인함.
- 이현우 (2012년 9월 17일). “장필순 '노무현 추모앨범' 참여 이유 "아쉽고 아쉬워서…"”. 《스타투데이》. 2023년 3월 12일에 원본 문서에서 보존된 문서. 2023년 3월 12일에 확인함.
- 김학선 (2009년 4월 28일). “장필순·함춘호 ‘당신과 깨달음’ 노래하네”. 《한겨레신문》. 2017년 10월 10일에 원본 문서에서 보존된 문서. 2023년 3월 12일에 확인함.
- 이은정 (2011년 11월 23일). “장필순 "제주 자연이 준 '느림의 미학'이죠"”. 《연합뉴스》. 2021년 11월 13일에 원본 문서에서 보존된 문서. 2023년 3월 12일에 확인함.
- 하경헌 (2012년 10월 4일). “가수 장필순씨 “제주 ‘외딴집’서 해가 뜨고 달이 지는 자연의 속도로 살아요””. 《경향신문》. 2023년 3월 12일에 원본 문서에서 보존된 문서. 2023년 3월 12일에 확인함.
- 서정민 (2012년 2월 15일). “제주의 바람을 닮은 노래”. 《한겨레신문》. 2017년 10월 7일에 원본 문서에서 보존된 문서. 2023년 3월 12일에 확인함.
- 강은지 (2011년 12월 6일). “장필순, 커피향 목소리로 겨울을 품다”. 《동아일보》. 2023년 3월 12일에 원본 문서에서 보존된 문서. 2023년 3월 12일에 확인함.
- 유병철 (2013년 5월 24일). “이승열 신보 발표… 실험적 사운드 돋보여”. 《한국경제TV》. 2023년 3월 12일에 원본 문서에서 보존된 문서. 2023년 3월 12일에 확인함.
- 박준흠 (2022년 8월 17일). “장필순 [Soony Seven] (2013/푸른곰팡이) - 조동익”. 사운드네트워크. 2023년 3월 11일에 원본 문서에서 보존된 문서. 2023년 3월 11일에 확인함.
- 배경헌 (2013년 11월 7일). “7일밤 EBS ‘스페이스 공감’ 가수 요조·록밴드 H2O 출연”. 서울신문. 2023년 3월 12일에 원본 문서에서 보존된 문서. 2023년 3월 12일에 확인함.
- 정진영 (2013년 12월 26일). “[취재X파일] 연말결산 2013년 올해의 앨범 ‘TOP11’”. 《헤럴드경제》. 2023년 3월 12일에 원본 문서에서 보존된 문서. 2023년 3월 12일에 확인함.
- 윤은지 (2013년 9월). “Soony seven”. 《이즘》. 2015년 4월 28일에 원본 문서에서 보존된 문서. 2023년 3월 11일에 확인함.
- 김반야 (2013년 9월). “눈부신 세상”. 《이즘》. 2021년 4월 14일에 원본 문서에서 보존된 문서. 2023년 3월 11일에 확인함.
- 최성욱 (2013년 8월 21일). “장필순 – 맴맴”. 《웨이브》. 2022년 1월 22일에 원본 문서에서 보존된 문서. 2023년 3월 11일에 확인함.
- 이광길 (2017년 3월 10일). ““박근혜가 대통령 아닌 나라의 첫날 밤 감격스럽다””. 《통일뉴스》. 2023년 3월 12일에 원본 문서에서 보존된 문서. 2023년 3월 12일에 확인함.
- 황선업 (2013년 10월). “장필순 인터뷰”. 《이즘》. 2023년 3월 11일에 원본 문서에서 보존된 문서. 2023년 3월 12일에 확인함.
- “[WEEKLY WEIV] 08.15 ~ 08.29”. 《웨이브》. 2013년 9월 2일. 2022년 5월 19일에 원본 문서에서 보존된 문서. 2023년 3월 11일에 확인함.
- 박준흠 (2018년 5월 31일). “2013 올해의 앨범 (록, 포크) - 요조, 장필순, 희영, 민채 등”. 《사운드네트워크》. 2023년 3월 12일에 원본 문서에서 보존된 문서. 2023년 3월 12일에 확인함.
- 권석정 (2013년 12월 10일). “아듀!2013, 결산 요주의 30음반, 우리의 가슴을 움직인 음반들”. 《텐아시아》. 2023년 3월 12일에 원본 문서에서 보존된 문서. 2023년 3월 12일에 확인함.
- 박정환 (2020년 2월 29일). “[신간] 누구나 흥얼거리는 노랫말에 담긴 의미는…이 한 줄의 가사”. 《뉴스1》. 2023년 3월 11일에 원본 문서에서 보존된 문서. 2023년 3월 11일에 확인함.
- 서정민갑 (2023년 9월 2일). “외면 당해선 안될 소박하고 숭고한 아름다움”. 《미디어오늘》. 2023년 3월 12일에 원본 문서에서 보존된 문서. 2023년 3월 12일에 확인함.
- 이주엽 (2020년 2월 25일). 《이 한 줄의 가사: 한국 대중음악사의 빛나는 문장들》. 열린책들. ISBN 978-89329-2015-3.
- 김성대 (2014년). “장필순 [SOONY SEVEN]”. 한국대중음악상. 2023년 3월 12일에 원본 문서에서 보존된 문서. 2023년 3월 12일에 확인함.
- “2013년 올해의 가요 앨범”. 《이즘》. 2013년 12월. 2023년 3월 12일에 원본 문서에서 보존된 문서. 2023년 3월 12일에 확인함.
- 김종호 (2013년 11월 1일). “<오후여담>데뷔 30년 장필순의 노래”. 《문화일보》. 2014년 8월 1일에 원본 문서에서 보존된 문서. 2023년 3월 12일에 확인함.
- 서정민갑 (2013년 12월 30일). “2013년, 한국 대중음악을 돌아보다 2”. 《미디어오늘》. 2014년 8월 21일에 원본 문서에서 보존된 문서. 2023년 3월 12일에 확인함.
- 《SOONY SEVEN》 (라이너 노트). 장필순. 마장뮤직앤픽처스. 2013년. MCKL-1173.